# Дикие мальчики
«Дикие мальчики» (англ. The Wild Boys) — роман Уильяма Берроуза. Он был впервые издан в 1971 году издательством Grove Press. Подзаголовок романа — «Книга мёртвых» (англ. Book of the Dead).
В основе романа лежит история о группе подростков-грабителей, которые держат в страхе население Северной Африки. В «Диких мальчиках» появляется несколько персонажей из предыдущих книг Берроуза, в том числе Эй-Джи из «Голого завтрака». Стиль автора в этой книге по прежнему остаётся рваным, непонятным, в некоторой степени бессюжетным или «анти-сюжетным».

## Факты
- Роман послужил основой для песни Duran Duran «The Wild Boys»[1].